# Verliebte Zahlen
Die verliebten Zahlen, auch Partnerzahlen genannt, sind ein pädagogischer Trick für Schulanfänger im Fach Rechnen.

## Methode
Die Partnerzahlen oder verliebten Zahlen werden oft spielerisch eingeführt. Die Schüler basteln dabei beispielsweise Herzhälften, auf die sie die Zahlen schreiben und diese dann beweglich, z. B. mit Musterklammern verbinden.
Dabei werden die Zahlen im Zahlenraum bis zehn zu Pärchen zusammengeführt, die immer zusammen zehn ergeben:
1. 0 plus 10 gleich 10
2. 1 plus 9 gleich 10
3. 2 plus 8 gleich 10
4. 3 plus 7 gleich 10
5. 4 plus 6 gleich 10
6. 5 plus 5 gleich 10
7. 6 plus 4 gleich 10
8. 7 plus 3 gleich 10
9. 8 plus 2 gleich 10
10. 9 plus 1 gleich 10
11. 10 plus 0 gleich 10

Da im Dezimalsystem die Zehn eine wesentliche Zahl ist, erleichtert es immer, gerade die einzelne Zerlegung im Bereich zehn auswendig zu kennen. Dies kann durch Reime zusätzlich unterstützt werden.
Benötigt wird die Fähigkeit der Zehnerzerlegung grundsätzlich für den Rechenübergang über den vollen Zehner hinaus. Die Zahl wird dabei aufgeteilt, zunächst erfolgt die Rechnung bis zum nächsten Zehner und dann weiter. Zur besseren Erlernbarkeit gibt es auch Lieder zu diesen verliebten Zahlen.
Eine Erweiterung erfahren die verliebten Zahlen im Bereich bis 100 (auch verheiratete Zahlen genannt), wenn ganze Zehner zu Paaren zusammengestellt werden, z. B. 10 plus 90, 30 plus 70 usw.